# 新置地大廈
新置地大廈（英語：Singapore Land Tower）是一棟位於新加坡市中心萊佛士坊的摩天大樓。樓高190米（620英尺），共48層，地址為萊佛士坊50號，毗鄰於萊佛士坊地鐵站。距駁船碼頭與哥烈碼頭約100公尺遠。目前大廈第12樓是德國大使館，第16樓是烏克蘭大使館，第32樓是斯洛文尼亞駐新加坡領事館。

## 歷史
新置地大廈於1980年完工，並在2000年代初進行改造與重新裝修工程，包括裝修屋頂特徵結構等，裝修工程於2003年8月完工。目前大廈內有著多家企業進駐，包括新加坡置地有限公司（Singapore Land Limited，1990年起成為聯合工業有限公司子公司）、利比工料測量師事務所（Rider Hunt Levett & Bailey）、三菱電機電梯與電扶梯公司、Architects 61建築設計公司、新加坡高力國際股份有限公司（Colliers International）、香港貿易發展局、SEB與波士頓諮詢公司等。
- 新置地大廈